# 培養細胞
培養細胞（ばいようさいぼう）は多細胞生物に於いて、人為的に生体外で培養されている細胞のこと。細胞を培養することを細胞培養という。組織を培養することを組織培養（tissue culture）、器官（organ）あるいは臓器（organ）を培養することを器官培養（organ culture）という。通常は動物細胞の培養のことを指す。植物ではプロトプラスト培養やカルス培養等、さらに細分化して記述する。また、植物では、葉や葯など器官そのものを培養する器官培養（組織培養：tissue culture）が一般的であり、細胞を単離して培養することは少ない。下記は主に動物の細胞培養の特徴であり、植物の培養には当てはまらない事が多い。
生体から取り出して、最初の植え替えを行うまでの培養は初代培養と呼ばれる。初代培養細胞は、生体内での細胞の性質が比較的よく保たれているが、細胞の純度、性質などがもとの生物の状態や実験条件に左右されるため、均一な条件を整えるのは困難である。既存の培養あるいはその一部を新しい培地を含む培養容器に移し替えて増殖、維持するものを継代培養（英：subculture)と呼ぶ。長期間にわたって、体外で維持され、一定の安定した性質をもつに至った細胞は、細胞株と呼ばれる。様々な生物種の様々な組織に由来する細胞株が存在する。同一の組織あるいは細胞に由来するものから同一の細胞株が得られるわけではない。また、同じ細胞株であっても異なる施設の細胞株とは性質が異なることがある。
これらは、生物学、特に分子生物学や生化学、細胞生物学において in vitro 実験系として広く用いられる。動物実験の縮小のため、動物個体を用いた実験をできるだけ培養細胞で代替しようとする流れがある。しかし、培養条件下では生体内での生理的条件から離れてしまい、また継代するうちに異常染色体などが生じることから、得られた実験結果は元の生物と全く同じに扱うことはできない。利点としては遺伝子導入や RNAi が容易に行えること、凍結により保存可能なことなどがある。

## 有名な培養細胞株
名称 - 由来 - 用途
- CHO - チャイニーズハムスター卵巣

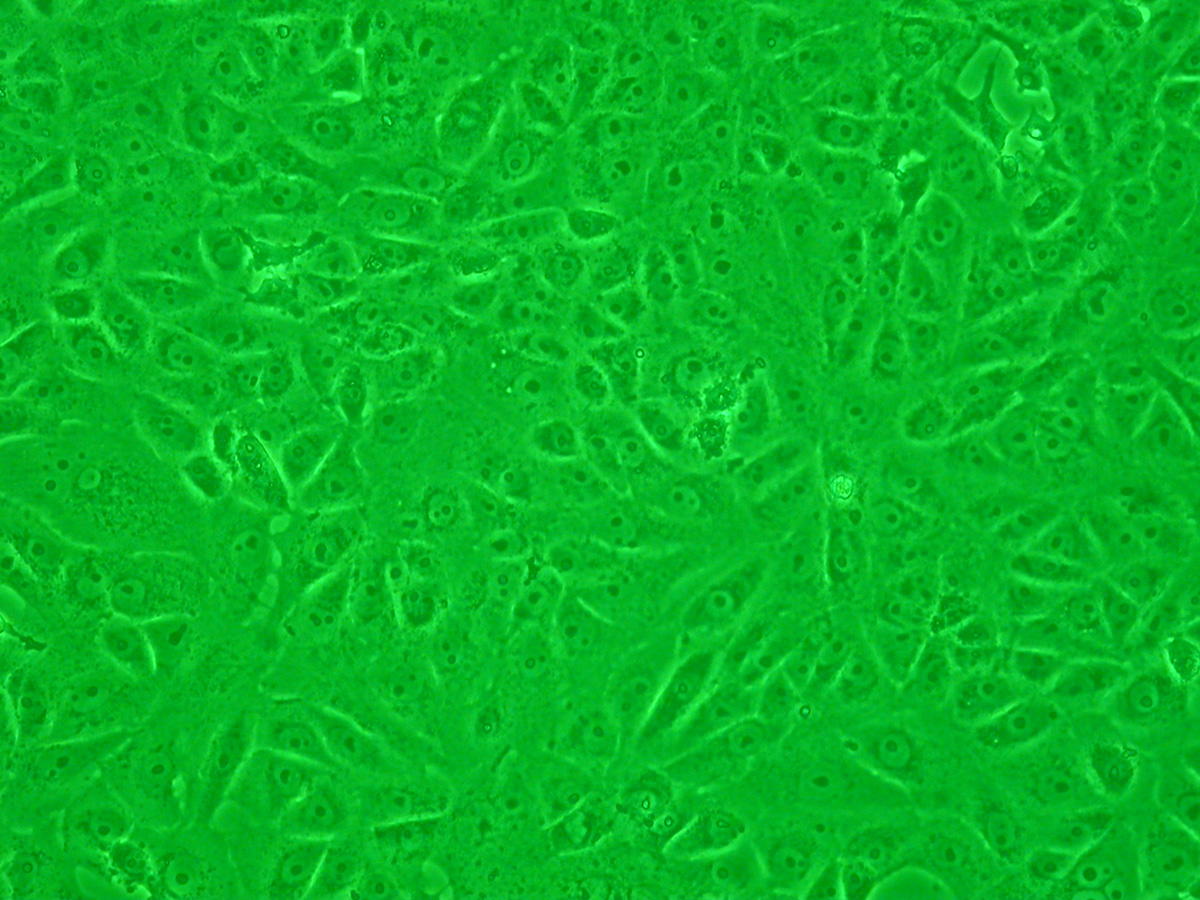
Vero細胞の位相差顕微鏡写真（緑色光源下で撮影）

- HEK293 - ヒト胎児腎臓 - アデノウイルス系ベクターのパッケージング
- HL-60 - ヒト白血病細胞由来
- HeLa - ヒト子宮頸癌由来
- MDCK - イヌの腎臓上皮 - 上皮の細胞生物学
- NIH3T3 - マウス胎児の皮膚
- PC12 - ラット副腎髄質 - 神経細胞分化
- S2 - ショウジョウバエ - 組み替え蛋白質発現
- Sf9 - Spodoptera frugiperda (蛾)- 組み替え蛋白質発現
- Vero - アフリカミドリザル腎臓 - ウイルス感染実験、ベロ毒素活性測定